# 렐러티비티 미디어
렐러티비티 미디어(영어: Relativity Media)는 미국의 영화 제작사이다. 솔트 퍼블릭 에너미 백설공주 등을 제작 또는 배급한 할리우드 10대 영화제작사로 싱가폴 핀테크 상장사 유주닷컴 기업이 최대주주이다.